# Nelson Cruz (Baseballspieler, 1980)
Nelson Ramón Cruz Martínez (* 1. Juli 1980 in Las Matas de Santa Cruz, Dominikanische Republik) ist ein dominikanischer Baseballspieler der Major League Baseball (MLB). Er spielt bei den San Diego Padres als Right Fielder und Designated Hitter.
Cruz ist ein siebenfacher MLB All-Star. 2011 wurde er zum Most Valuable Player (MVP) der American League Championship Series 2011 gewählt, in dem er sechs Home Runs und 13 RBIs verzeichnete. Beides war MLB-Rekord für eine einzelne MLB–Postseason. Am 5. August 2013 wurde Cruz für 50 Spiele vom Major League Baseball aufgrund seiner Beteiligung am Biogenesis-Baseball-Skandal suspendiert. Im Jahr 2014 führte er die American League in der Anzahl an Home Runs an.

## Hintergrund
Cruz wurde am 1. Juli 1980 in Las Matas de Santa Cruz (Las Matas de Santa Cruz) in der Dominikanischen Republik geboren.
Sein Vater, Nelson Cruz Sr., spielte auch professionellen Baseball in der Dominikanischen Republik. Beide Eltern sind erfolgreiche Professoren und erzogen Nelson und seine Geschwister in einer wohlhabenden dominikanischen Nachbarschaft. In seiner Kindheit war Cruz leidenschaftlicher Basketballer, nicht Baseballer. Sein Idol war Michael Jordan, und als Jugendlicher spielte Cruz für das nationale Dominikanische Junioren Basketball Team.
Er besuchte die High School, wo sein Vater Geschichte lehrte. Neben dem Sport arbeitete Cruz als Mechaniker bei seinem Onkel in einer Traktorenfabrik. Im September 2012 spendete er 20.000 USD als Beitrag für den Kauf eines Feuerwehrautos für Las Matas de Santa Cruz.